# 唐孔维尔
唐孔维尔（法語：Tanconville，法語發音：[tɑ̃kɔ̃vil]）是法国默尔特-摩泽尔省的一个市镇，位于该省东南部，属于吕内维尔区。

## 地理
唐孔维尔（48°36'18"N, 6°56'1"E）面积4.09 平方千米，位于法国大東部大區默尔特-摩泽尔省，该省份为法国东北部内陆省份，是洛林的一部分，北邻比利时、卢森堡，北起顺时针与摩泽尔省、下莱茵省、孚日省和默兹省接壤。
与唐孔维尔接壤的市镇（或旧市镇、城区）包括：阿蒂尼、贝尔特朗布瓦、沃祖兹河畔锡雷、弗雷蒙维尔。

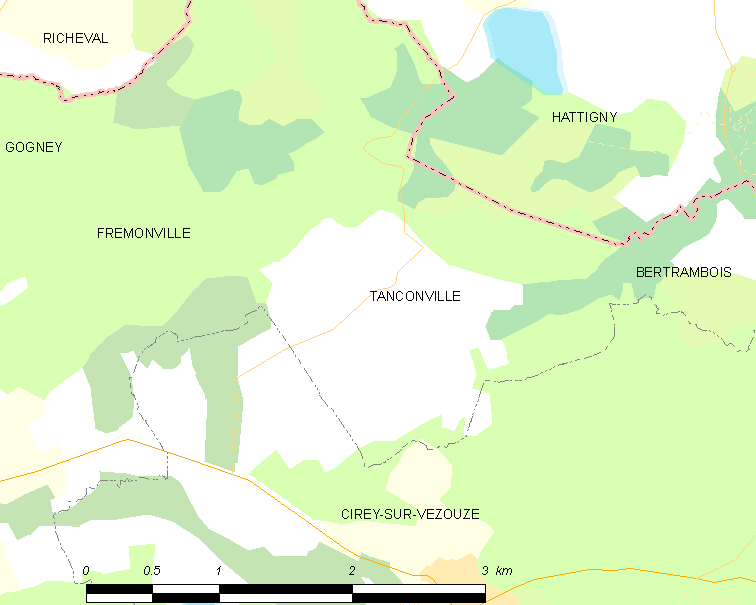
唐孔维尔的OSM定位图

唐孔维尔的时区为UTC+01:00、UTC+02:00（夏令时）。

## 行政
唐孔维尔的邮政编码为54480，INSEE市镇编码为54512。

## 政治
唐孔维尔所属的省级选区为巴卡拉县。

## 人口

1962-2008年间唐孔维尔人口变化图示

唐孔维尔于2022年1月1日时的人口数量为106人。